# الكلية الملكية للطب البيطري
الكلية الملكية للطب البيطري (بالإنجليزية: Royal Veterinary College)‏ (بشكل غير رسمي RVC) هي مدرسة بيطرية تقع في لندن وهي كلية تأسيسية لجامعة لندن الفيدرالية. تأسست الكلية الملكية للطب البيطري في عام 1791 وانضمت إلى جامعة لندن في عام 1949. إنها أقدم وأكبر مدرسة بيطرية في المملكة المتحدة،  وواحدة من ثماني مدارس فقط في البلد حيث يمكن للطلاب الدراسة ليصبحوا أطباء بيطريين. في تصنيف QS العالمي للجامعات لعام 2019 تم تصنيفها كأول مدرسة بيطرية في العالم.

## التاريخ

### القرن ال 18
تأسست الكلية البيطرية في لندن عام 1791 من قبل مجموعة بقيادة جرانفيل بين، حفيد ويليام بين وذلك بعد تأسيس أول كلية بيطرية في أوروبا في ليون بفرنسا عام 1762. رغب المروجون للمدرسة في اختيار موقع قريب من المدينة، ولكن بعيدًا بما يكفي لتقليل الإغراءات المفتوحة للطلاب.
كان إيرل كامدن حينها يقوم بترتيبات لتطوير بعض الحقول التي يملكها شمال لندن، ولكنه استجاب لإعلان صحيفة الكلية الباحث عن موقع مناسب وعرض بعض أراضيه للبيعه. كان الموقع ريفيًا، لكن التطورات الحضرية التي ظهرت على جميع الجوانب في العقود الأولى من القرن التاسع عشر أدت إلى إنشاء مدينة كامدن.

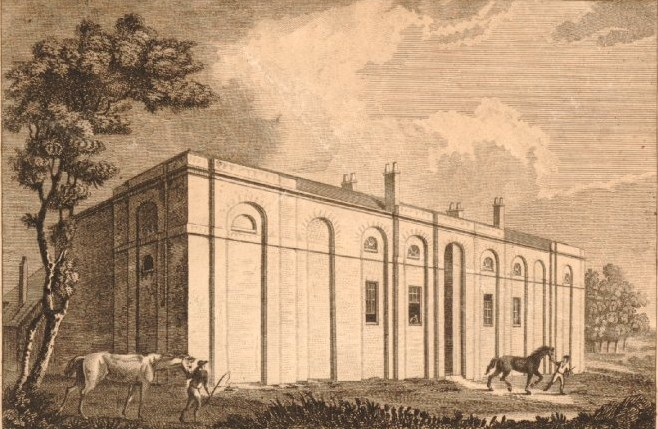
الكلية البيطرية ، لندن ، المبنى الأصلي ، نقش 1804.

تم تعيين تشارلز بينوا فيال دي سان بيل من مؤسسة ليون كأول مدير للكلية الجديدة. بدأ الطلاب الأوائل، أربعة منهم فقط، دراستهم في عام 1792 وتم استقبال أول حصان للعلاج في عام 1793. توفي سانت بيل في وقت لاحق من ذلك العام وخلفه إدوارد كولمان، الذي أدار الكلية لما يقرب من ستة وأربعين عامًا وأظهر سمعتها. وكان من بين الطلاب الأوائل ديلابيري بريتشيت بلين وبرسي كلارك.
في سنواتها الأولى كانت الكلية معنية بشكل أساسي بالخيول لكن نطاق الحيوانات المغطاة زاد تدريجيًا. كان المبنى الأصلي عبارة عن مساحة رباعية الزوايا بأسلوب كلاسيكي جديد، وكان هناك حقل مرعي على الجانب المقابل من شارع الكلية الملكية والذي تم بيعه لاحقًا لتطوير الإسكان.
في عام 1796 كان جون شيب أول جراح بيطري مؤهل ينضم إلى الجيش البريطاني.

### القرن ال 19
حصلت الكلية أولاً على رعاية ملكية من الملك جورج الرابع. حصلت في عام 1844 على ميثاق ملكي.
في عام 1865، تم تعيين بروفيسور الكلية الملكية للطب البيطري جيمس بيرت سيموندز كأول رئيس مفتش ومستشار بيطري لمجلس الملكة الخاص، مع إيلاء اهتمام خاص طاعون الماشية.
في عام 1875 حصلت الكلية على ميثاق ملكي باعتبارها الكلية البيطرية الملكية؛ تظل الكلية البيطرية الوحيدة في المملكة المتحدة التي لديها ميثاق ملكي خاص بها.
في عام 1879 تم إنشاء عيادة الممارسة الرخيصة، والمعروفة فيما بعد باسم عيادة المرضى الخارجيين الفقراء. كان بعض الجراحين البيطريين قلقين من أن الكلية كانت تهدد سبل عيشهم، لكن الكلية جادلت بأن الفقراء لا يستطيعون تحمل الرسوم البيطرية، وبالتالي فإن حيواناتهم لن تتم معالجتها إذا تم إغلاق العيادة.
احتفلت الكلية بمرور مائة عام على تأسيسها سنة 1891 وفي ذلك العام تم تأسيس اتحاد الطلاب. في عام 1895 تم شراء أول جهاز أشعة سينية.

### القرن ال 20
كان هناك تجديد كبير لإصطبلات الخيول بالكلية في عام 1907 والتي كانت بها دروع تذكارية لجمع الأموال معلقة عند مداخلها.
في عام 1924 تم بناء معهد البحوث في أمراض الحيوان برئاسة البروفيسور جون ماكفاديان.
تم إضافة ملحقات مختلفة إلى موقع مدينة كامدن على مر السنين. أصبحت المباني متقادمة ليتم في عام 1927 الإعلان عن أن الهياكل أصبحت خطرة رسمياً. أطلق المدير الجديد البروفيسور السير فريدريك هوبداي خطة لجمع الأموال لإعادة بناء الكلية.
في عام 1932 تم افتتاح مستشفى بومونت للحيوانات.
افتتح الملك جورج السادس المباني الجديدة في نوفمبر 1937.
خلال الحرب العالمية الثانية، تم إجلاء الكلية الملكية للطب البيطري إلى ستريتلي، بيركشاير على الرغم من أن مستشفى بومونت للحيوانات ظل مفتوحًا في كامدن تاون.
في عام 1949 أصبحت الكلية الملكية للطب البيطري مدرسة في جامعة لندن.
في عام 1958، افتتحت الملكة إليزابيث الثانية محطة هوكسهيد الميدانية في هيرتفوردشاير.
في الثمانينيات، تم إطلاق صندوق رعاية الحيوان التابع للكلية الملكية البيطرية مع الملكة إليزابيث الملكة الأم كراعية وافتتحت الملكة الأم مستشفى الملكة الأم للحيوانات في هوكسهيد. افتتحت الأميرة آن، الأميرة الملكية ومستشارة جامعة لندن الجناح الجراحي لمستشفى مستشفى سيفتون لإحالة الخيول.
أقيمت احتفالات الذكرى المئوية الثانية عام 1991. كان الهيكل العظمي لخيل السباق الشهير الذي تم تشريحه في عام 1789 بواسطة سانت بيل مرة أخرى ملكًا للكلية الملكية للطب البيطري وتم عرضه في المتحف في هوكسهيد.

### القرن ال 21
تم افتتاح مركز لندن للعلوم الحيوية في عام 2001.
تم افتتاح مركز مصادر التعلم (مبنى الكسوف) رسميًا في هوكسهيد من قبل الملكة في أكتوبر 2003. افتتح الأمير فيليب دوق إدنبره المركز السريري للحيوانات الكبيرة رسميًا في أكتوبر 2003.
في عام 2005، زارت دوقة كورنوال حرم جامعة هوكسهيد بصفتها راعي جديد لصندوق رعاية الحيوان التابع للكلية البيطرية الملكية.
افتتحت الأميرة الملكية مركز لايف في هوكسهيد رسميًا في فبراير 2007.
تم تعيين ستيوارت ريد رئيسًا للكلية الملكية للطب البيطري في أواخر عام 2010.

## الحرم الجامعي

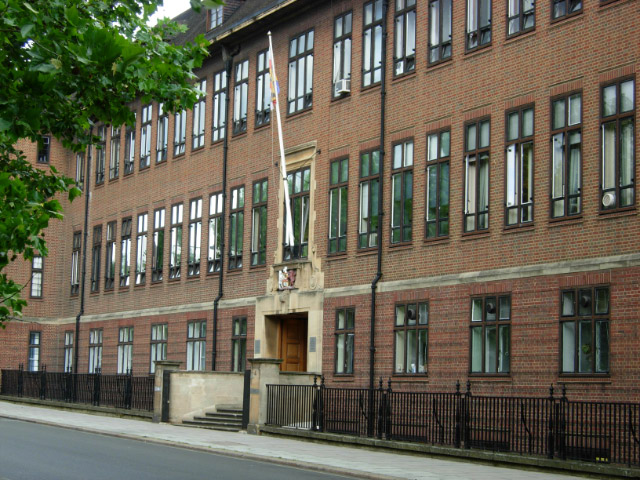
واجهة الحرم الجامعي كامدن الكلية الملكية للطب البيطري

يضم الكلية الملكية للطب البيطري حرمين جامعيين، أحدهما في كامدن في وسط لندن والآخر بالقرب من بوترز بار في هيرتفوردشاير. في دورة البكالوريوس في الطب البيطري يقضي الطلاب عامين في كامدن تليها ثلاث سنوات في بوترز بار.
لا تزال مباني الثلاثينيات في شارع الكلية الملكية في مدينة كامدن بالقرب من محطة سانت بانكراس للسكك الحديدية مع توسيعات طفيفة. ما يقرب من نصف الطلاب الجامعيين يقيمون هناك في وقت واحد. يعد حرم كامدن أيضًا مقرًا لاتحاد طلاب الكلية الملكية للطب البيطري (RVCSU)، بما في ذلك بار الكلية الرئيسي الهكسبي.
يقع حرم حرم هوكسهيد في بروكمانز بارك بريف هارتفوردشير، على بعد حوالي 17 ميل (27 كـم) شمال وسط لندن، افتتحته الملكة اليزابيث الثانية رسميا في عام 1959. تتدرب غالبية الفرق الرياضية بالكلية وتلعب في الملاعب الرياضية في هذا الحرم الجامعي، والذي يعد أيضًا موقع مستشفى الملكة الأم للحيوانات ومزرعة منتزه بولتون.

## التعليم

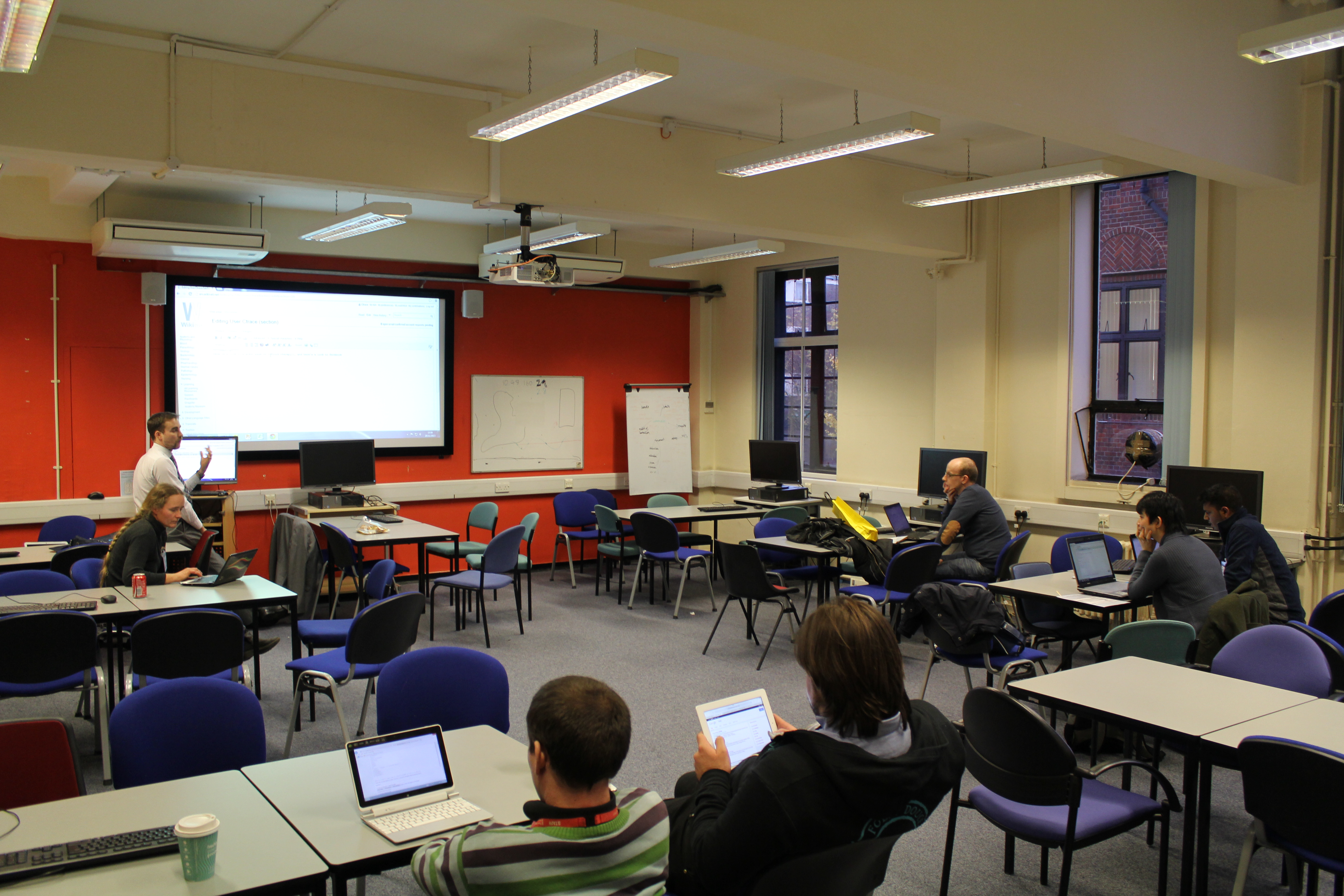
لقاء ويكيفات وويكيميديا المشترك بالكلية الملكية للطب البيطري

تقدم الكلية عددًا من الدورات الجامعية، بما في ذلك بكالوريوس الطب البيطري (BVetMed) بالإضافة إلى دخول الخريجين المعجل (BVetMed) ودرجة البكالوريوس في العلوم البيطرية (BSc) مجتمعة. كما يتم تقديم درجات البكالوريوس في التمريض البيطري والعلوم البيطرية والعلوم البيولوجية وعلم الأمراض البيطرية، كما يتم تقديم درجة أساسية في التمريض البيطري.
تقدم الكلية أيضا دورة البوابة وهي السنة الأولى من برنامج الدرجات البيطرية الممتد لست سنوات، تم إنشاؤه للطلاب الذين هم جزء من مجموعة المشاركة المتوسعة في المملكة المتحدة. وهي مصممة لتزويد الطلاب بالمعرفة والفهم والمهارات اللازمة للانضمام إلى دورة شهادة بيطرية لتكوين حياة مهنية. هذا برنامج مشاركة موسع لطلاب المدارس الحكومية غير الانتقائيين في المملكة المتحدة الذين لم يلتحق آباؤهم بالجامعة والذين يتلقون أو سيكونون مؤهلين للحصول على إجازة إعالة التعليم.
هناك قسم للتعلم عن بعد وكلية الدراسات العليا تقدم دورات الماجستير ومنح الدكتوراه والمنح التدريبية السريرية في مجموعة واسعة من التخصصات. تعد وحدة التطوير المهني المستمر بالكلية مزودًا أكاديميًا رئيسيًا للخدمات التعليمية للمجتمع البيطري.
لدى الكلية الملكية للطب البيطري وحدة وسائط إلكترونية تتعاون مع مدارس بيطرية أخرى في المملكة المتحدة في تطوير موقع ويكي فيت.

## الحياة الطلابية
يتم تشجيع الطلاب على المشاركة في الأنشطة اللاصفية داخل وخارج إطار الكلية. وتقدم الرياضات التقليدية كالتجديف والرجبي وكرة الشبكة والهوكي وكرة القدم للرجال والنساء على حد سواء. بشكل أكثر غرابة، يشارك الطلاب في الألعاب الرياضية مثل الرماية والتزلج على الجليد والبولو. لغرض الرياضية الكلية الملكية للطب البيطري هي جزء من المستشفيات المتحدة، وتتنافس الأندية الرياضية (وأحيانا اجتماعيا) مع كليات الطب بلندن (مثل بارتس وإمبيريال ورومس).
هناك أيضًا عدد من الأندية ذات النزعة الأكاديمية، مثل النادي السريري لحيوانات المزرعة، والجمعية البيطرية للفروسية، وجمعية علم الحيوان. تشمل الجمعيات غير الأكاديمية جمعية الموسيقى وفنون الأداء وجمعية الألعاب والجمعية الدولية لطلاب الطب البيطري (IVSA).
يدير اتحاد الطلاب عددًا من الأحداث على مدار العام. في الماضي، تضمنت هذه الأحداث كرة مايو وكرة عيد الميلاد والكرة الرياضية، بالإضافة إلى عشاء نصف الطريق (الذي يقام في الفصل الثاني من السنة الثالثة للطلاب في دورة BVetMed)، ليلة بيرنز، أسبوع جديد للمتطوعين ورفع وإعطاء (RAG) أسبوعين.
النقابة نفسها تنمو باطراد وتضم ممثلين عن اتحاد الطلاب البيطريين والجمعية الدولية لطلاب الطب البيطري IVSA. يقع مقرها خارج بيت هوكسهيد في حرم هوكسهيد، ويوفر فرصًا اجتماعية وأكاديمية للطلاب من جميع المجموعات النموذجية والدورات التدريبية. تقام مسابقة 'كامدن مقابل هوكسهيد'، التي تجري تقليديًا بين طلاب ما قبل السريرية والسريرية، بشكل تقليدي في الربيع كل عام. منذ عام 2018، جرت أيضًا عطلة نهاية أسبوع ``جامعة '' بين الكلية الملكية للطب البيطري والمدرسة البيطرية في جامعة سري؛ تم استضافة الحدث الافتتاحي في سري ولكن فازت به الكلية الملكية للطب البيطري.
الطلاب في دورة بكالوريوس الطب البيطري مدعوون لحضور الأحداث التي تنظمها جمعية الطلاب البيطريين (AVS) مثل رياضات نهاية الأسبوع (حيث تتنافس المدارس مع بعضها البعض في كرة القدم للجنسين، الرجبي، كرة الشبكة، وألعاب أخرى) والمؤتمر الأكاديمي السنوي. يسمح هذا للطلاب البيطريين من المدارس البيطرية في المملكة المتحدة وأعضاء هيئة التدريس بالكلية البيطرية بجامعة كلية دبلن بالاجتماع مرة أو مرتين سنويًا للتواصل الاجتماعي والتواصل والتنافس. عُقدت عطلة نهاية الأسبوع الرياضية آخر مرة في الكلية الملكية للطب البيطري في عام 2016، والكونغرس في عام 2019.
طلاب الكلية الملكية للطب البيطري مدعوون أيضًا للمشاركة في المجتمعات التي تديرها جامعات أخرى في لندن؛ تقدم جامعة اتحاد لندن مجموعة مختارة من الألعاب الرياضية والمجتمعات مثلما يفعل اتحاد طلاب كلية إمبريال كوليدج للطب ويميل الطلاب إلى الاستفادة من هذه الفرص بالإضافة إلى المشاركة في مجتمعات الكلية الملكية للطب البيطري..

## ابحاث
صنفت ممارسة تقييم البحث في عام 2008 الكلية الملكية للطب البيطري كأفضل مدرسة بيطرية في إنجلترا لتلك المؤسسات التي يرتبط بحثها بالطب البيطري حصريًا. تم اعتبار 55٪ من أعضاء هيئة التدريس التي أرسلوها على أنهم ينتجون أبحاثًا «عالمية المستوى» أو «ممتازة دوليًا» وهي كلية تتمتع بالحكم الذاتي داخل جامعة لندن ويعمل علماءها معًا في فرق متعددة التخصصات داخل قسم بحثي واحد.
يتم الجمع بين تخصصات علم الأوبئة وعلم الأحياء الدقيقة وعلم الأمراض وعلم المناعة والعلوم السريرية في مركز الأمراض الناشئة والمتوطنة والغريبة (مركز CEEED)، الذي افتتح في عام 2008.
تعتبر رعاية الحيوان ووحدة رعاية الحيوان الموجودة في الكلية أساسية لمهمة البحث في الكلية الملكية للطب البيطري وتدعم برامج البحث الخاصة بهم. كما يمتلك مختبر الهيكل والحركة بالكلية مرافق لدراسة الحركة.
فهم كيفية تحرك الحيوانات والأشخاص أمر أساسي لصحة العضلات والعظام والأمراض الناتجة عن الشيخوخة والنشاط البدني والبيئة. إن قادة مركز التميز هذا في طليعة تطوير التقنيات لدراسة حركة الحيوانات والتي تستخدم في كل من البحوث الأساسية والتطبيقية.
لدى الكلية الملكية للطب البيطري مركز للتحقيق السريري، ينسق دراسة انضباطية للحالات السريرية من خلال نظام تسجيل المرضى الإلكتروني الخاص به ويخضع للتجارب السريرية للمرحلة الثانية بموجب ترخيص من وزارة الداخلية. أنها تهدف إلى ترجمة البحوث إلى حلول للطب البيطري والطب البشري واستخدام خبرتهم وحالات المرضى البيطريين لإجراء البحوث المقارنة ذات الأهمية الطبية الحيوية والبيطرية.

## الخدمات السريرية
تدير الكلية الملكية للطب البيطري ثلاثة مستشفيات للحيوانات وثلاث ممارسات للرأي الأول وكلها مقرها في لندن وهيرتفوردشاير. تعالج المستشفيات أكثر من 20000 مريض سنويًا.
بالنسبة للحيوانات الصغيرة تدير الكلية الملكية للطب البيطري مستشفى مستشفى بومونت سينسبري للحيوانات وهو مستشفى للرؤية الأولى يقع في حرم الكلية الملكية للطب البيطري كامدن، ومستشفى الملكة الأم للحيوانات، وهو مستشفى إحالة للحيوانات يقدم خدمات سريرية في مجموعة واسعة من التخصصات.
تشمل خدمات الفروسية ممارسة الفروسية وهي الخدمة الإسعافية للرأي الأول، تخدم هيرتفوردشاير والمناطق المحلية الأخرى ومستشفى إحالة الخيول الذي يوفر خدمات الإحالة السريرية لممارسات الفروسية وأصحاب الخيول في جميع أنحاء جنوب إنجلترا.
تدير الكلية الملكية للطب البيطري مستشفى إحالة لحيوانات المزرعة في حرم هوكسهيد الجامعي والذي يوفر الاستشفاء الكامل ومرافق التشخيص والجراحة لحيوانات المزرعة الفردية. تتعاون الكلية مع مركز تطوير منتجات الألبان والمركز الإقليمي البيطري الويلزي (WRVC)، الذي يوفر خدمة الاستقصاء الصحي الزراعي للأطباء البيطريين والمزارعين في منطقة جنوب ويلز.

## الخريجين
- ماري برانكر حاصلة على رتبة الإمبراطورية البريطانية ودكتوراه فخرية، الكلية الملكية للجراحين البيطريين، (1914-2010). أول امرأة تتولى رئاسة الجمعية البيطرية البريطانية، وبعد ذلك تم تسمية منزل ماري برانكر.
- والتر بلورايت، حاصل على وسام القديس ميخائيل والقديس جرجس، عضو الجمعية الملكية وFRCVS عاش (1923-2010)
- السير جوردون شاتوك (1928-2010)